# 胡孚宸
胡孚宸（1846年—1910年），字愚生，號公度，湖北武昌府江夏縣（今湖北省武漢市）人，清朝政治人物。

## 生平
同治六年（1867年），湖北鄉試中舉。光緒三年（1877年）登丁丑科進士，改翰林院庶吉士。光绪六年四月散館授編修。光緒九年，任國史館協修官。光緒二十一年，任功臣館纂修官、福建道監察御史。光緒二十三年，任掌四川道監察御史。光緒二十六年，任吏科給事中。后改山西汾州府知府。光緒二十九年，署山西太原府知府。光緒三十年，任山西歸綏道。宣統元年，任歸化關監督、總辦歸綏禁煙公所事宜。